# Kardanaksel
En kardanaksel er en aksel til kraftoverføring, som er forsynet med kardankryds. Kardanaksler forekommer bl.a. i biler med baghjulstræk og frontmotor, men også i forskellige påhængskøretøjer til traktorer.
Kardanakslen bærer drejningsmomentet, og udsættes for torsion.
- Wikimedia Commons har flere filer relateret til Kardanaksel

| Maskiner | Spire Denne artikel om maskiner, maskindele og apparater er en spire som bør udbygges. Du er velkommen til at hjælpe Wikipedia ved at udvide den. |